# Robert Starke
Robert Starke (* 25. März 1977 in Montreal, Québec) ist ein ehemaliger kanadisch-australischer Eishockeyspieler, der einen Großteil seiner Karriere bei den Newcastle North Stars in der Australian Ice Hockey League unter Vertrag stand.

## Karriere
Robert Starke begann seine Karriere als Eishockeyspieler in der Mannschaft des Bowdoin College, für die er insgesamt vier Jahre in der dritten Division der National Collegiate Athletic Association spielte. Nach einem Jahr bei den Missouri River Otters aus der United Hockey Legue wechselte er nach Europa, wo er zunächst für den HK Vojvodina Novi Sad auf dem Eis stand, mit dem er 2002 jugoslawischer Meister wurde. Auch die folgende Spielzeit begann er in Novi Sad, wechselte aber bereits im Herbst zu den Heerenveen Flyers in die niederländische Ehrendivision. 2003 ging er in seine kanadische Heimat zurück und schloss sich den Dragons de Verdun an, mit denen er in der Ligue de hockey senior majeur du Québec antrat. Im Frühjahr 2004 zog es ihn auf die südliche Erdhalbkugel, wo er bis zu seinem Karriereende 2015 für die Newcastle North Stars in der Australian Ice Hockey League auf dem Eis stand, mit denen er 2005, 2006, 2008 und 2015 den Goodall Cup, die australische Meisterschaft, gewinnen konnte. 2004 und 2009 konnte er mit der Mannschaft aus New South Wales zudem den V.I.P. Cup und 2010 und 2015 die H Newman Reid Trophy erringen. Lediglich im Südhalbkugelsommer 2004/05 kehrte er noch einmal zu den Flyers nach Heerenveen zurück.

### International
Nach seiner Einbürgerung spielte Starke für Australien bei den Weltmeisterschaften der Division I 2009 und der Division II 2008 und 2010.

## Erfolge und Auszeichnungen
- 2002 Jugoslawischer Meister mit dem HK Vojvodina Novi Sad
- 2004 Gewinn des V.I.P. Cups mit den Newcastle North Stars
- 2005 Goodall-Cup-Gewinn mit den Newcastle North Stars
- 2006 Goodall-Cup-Gewinn mit den Newcastle North Stars
- 2008 Aufstieg in die Division I bei der Weltmeisterschaft der Division II, Gruppe B
- 2008 Goodall-Cup-Gewinn mit den Newcastle North Stars
- 2009 Gewinn des V.I.P.-Cups mit den Newcastle North Stars
- 2010 Gewinn der H Newman Reid Trophy mit den Newcastle North Stars
- 2015 Goodall-Cup-Gewinn und Gewinn der H Newman Reid Trophy mit den Newcastle North Stars

## AIHL-Statistik
(Stand: Ende der Saison 2015)